# Bailovo

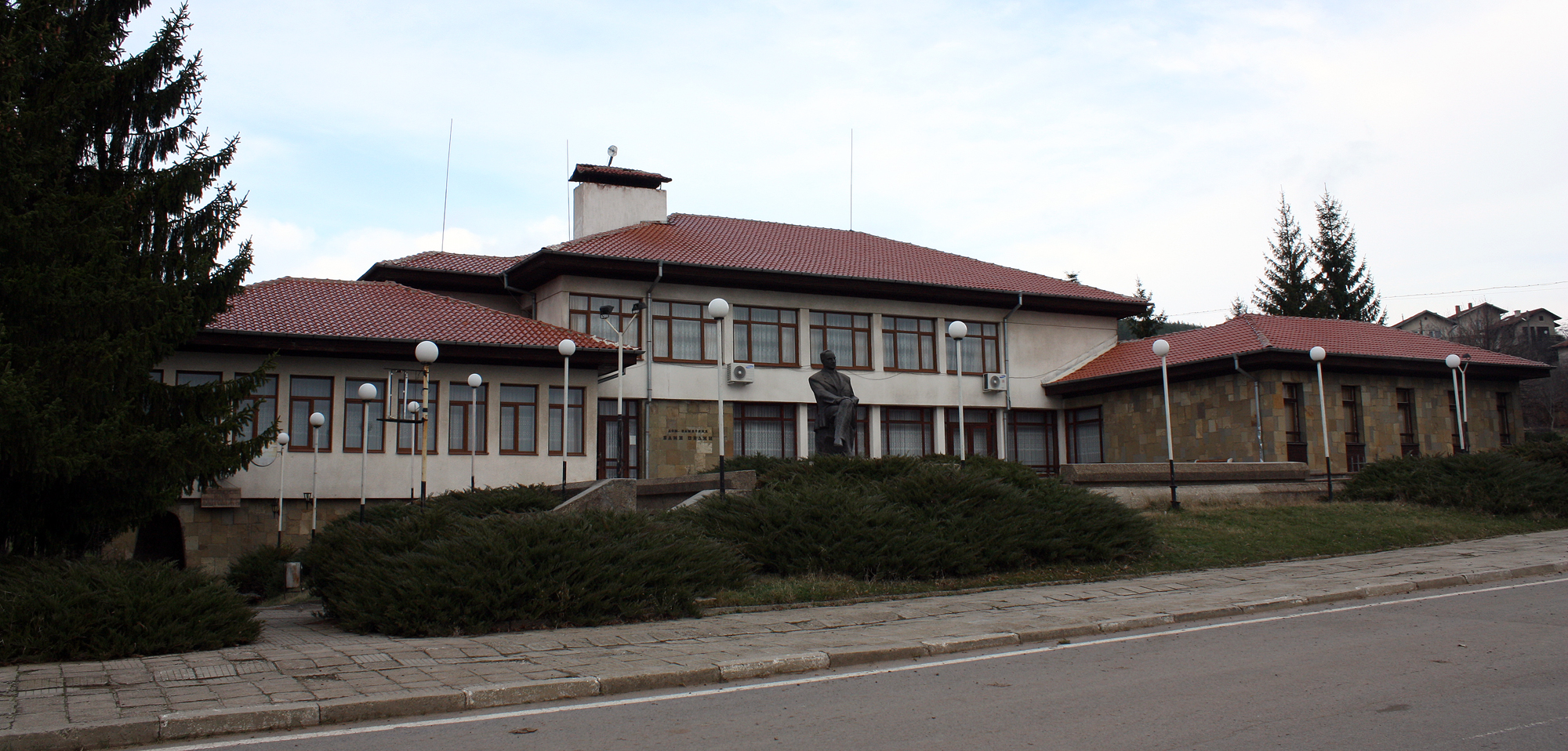
Centro de Bailovo

Bailovo (em búlgaro: Байлово) é uma cidade do oeste da Bulgária,a 43 km a leste de Sófia,e fica no oeste do país.
É onde nasceu Elin Pelin e também de Dobri Dobrev.

## Referência
https://www.ivisa.com/visa-blog/bulgariainside.eu-domain-history